# Bataille de Pagan
Premières invasions mongoles en Birmanie
Batailles
Bataille de Ngasaunggyan • Bataille de Bhamo • Bataille de Pagan
La bataille de Pagan, en 1287, est le dernier sursaut du Royaume de Pagan (849-1287) face aux Mongols. Elle se conclut par la chute de sa capitale, l'actuelle Bagan, et met fin au Premier Empire birman (1044-1287).

## Contexte
En 1253, les Mongols de Kubilai Khan avaient abattu le Royaume de Dali, un État Bai situé dans l'actuel Yunnan. Ils le transformèrent en province chinoise en 1274. Le Royaume de Pagan, qui en était limitrophe, ne pouvait rester indifférent : En 1277, Narathihapati intervint militairement dans la région ; il fut défait à la Bataille de Ngasaunggyan.
En 1283, les Mongols prirent à leur tour l'initiative en envahissant le nord de la Haute-Birmanie, où ils établirent des garnisons (bataille de Bhamo). Narathihapati s'enfuit à Bassein (l'actuelle Pathein, dans le delta de l'Irrawaddy), d'où il leur offrit sa soumission, ce qui lui valut le sobriquet de Tayokpyemin (le Roi qui s'enfuit devant les chinois) et plongea le pays dans une crise politique profonde. En 1287, lorsque Narathihapati revint dans la région de Prome pour tenter de rebâtir son empire, il fut assassiné par son fils Thihathu, qui s'empara du pouvoir.
Ces convulsions incitèrent le futur empereur Témur, alors stationné au Yunnan, à essayer de s'emparer du royaume tout entier. Il descendit la vallée de l'Irrawaddy à la tête d'une grande armée et écrasa Thihathu à Pagan.

## Conséquences
Après la chute de la ville et la mort de Thihathu, les mongols élevèrent au trône un autre fils de Narathihapati, Kyawswa, et lancèrent des raids pour soumettre le reste du pays. Il semble que ce fut une campagne coûteuse, et infructueuse : le nouvel État, vassal de la Chine, ne tarda pas à se désintégrer.